# Seminarfach
Das Seminarfach ist ein Schulfach an allgemeinbildenden oder beruflichen Gymnasien. Es gibt dieses Fach in verschiedenen Bundesländern Deutschlands, teilweise mit unterschiedlichen Namen. So heißt es in Niedersachsen, Thüringen und im Saarland „Seminarfach“ („Sefa“) in Bayern „Wissenschaftspropädeutisches Seminar“ (kurz: „W-Seminar“ oder „Propädeutikum“).

## Ziele
In der Zielsetzung sind diese unterschiedlich benannten Fächer jedoch sehr ähnlich: Sie möchten in fachwissenschaftliche Inhalte und Methoden einführen und allgemeine wissenschaftliche Arbeitsweisen vermitteln. Das Seminarfach soll so zur Kompetenzerweiterung führen und auf die Arbeit in einem fachwissenschaftlichen Studium vorbereiten.
Diese Zielsetzung folgt der Vereinbarung der Kultusministerkonferenz zur „Gestaltung der gymnasialen Oberstufe in der Sekundarstufe II“, nach der der Unterricht in der gymnasialen Oberstufe nicht nur fachbezogen, sondern auch fachübergreifend angelegt sein soll. Ziel des Unterrichts ist laut KMK neben dem Erwerb der allgemeinen Hochschulreife die allgemeine Studierfähigkeit, das beinhaltet auch eine Einführung in wissenschaftliche Denk- und Arbeitsweisen (Wissenschaftspropädeutik).

## Inhalte, Methoden und Arbeitsweisen
Zur Erreichung der gesetzten Ziele stehen im Seminarfach fächerverbindende und fachübergreifende komplexe Problemstellungen und die Einübung verschiedener Methoden im Vordergrund. Es werden verschiedene Arbeitsformen sowie verschiedene Verfahren der Präsentation von Ergebnissen angewendet. Der Arbeitsprozess soll dabei auch von den Schülern in einem vorgegebenen Zeitrahmen selbständig organisiert werden.
Geforderte und geförderte Kompetenzen sind etwa das Recherchieren und Analysieren, Strukturieren sowie Aufbereiten von Rechercheergebnissen und die themen- und adressatengerechte Darstellung der Ergebnisse.
Je nach Ausrichtung kann ein Seminarfach die folgenden Themen beinhalten (Auswahl): Lernstrategien, Techniken der Informationsverarbeitung und der geistigen Auseinandersetzung sowie Präsentationstechniken und Prüfungsvorbereitung für mündliche Prüfungen. Zudem wird im Seminarfach von jeder Schülerin oder jedem Schüler eine Facharbeit geschrieben.

## Niedersachsen
Das Seminarfach in Niedersachsen ist verpflichtend in der Qualifikationsphase bis zum Abitur zu belegen. Es wird zweistündig drei Halbjahre unterrichtet.

### Rechtliche Grundlagen
Die rechtlichen Grundlagen für das heutige Seminarfach finden sich in der „Verordnung über die gymnasiale Oberstufe“ (VO-GO) vom 17. Februar 2005, in der „Verordnung zum Abendgymnasium und Kolleg“ (VO-AK) vom 2. Mai 2005, in der „Verordnung über die Abschlüsse in der gymnasialen Oberstufe, im Fachgymnasium, im Abendgymnasium und im Kolleg“ (AVO-GOFAK) vom 19. Mai 2005 sowie in den die Verordnungen ergänzenden Erlassbestimmungen (EB) vom 19. Mai 2005. Ab dem 1. August 2006 wurde es in der gymnasialen Oberstufe und im Kolleg unterrichtet.
Die heute dem Seminarfach zugeordnete Facharbeit wurde ab 1997 in einem der Leistungskurse angefertigt (dann geregelt in der „Verordnung über die gymnasiale Oberstufe und das Fachgymnasium“ (VO-GOF) vom 26. Mai 1997 und dem „Erlass Ergänzende Bestimmungen zur Verordnung über die gymnasiale Oberstufe und das Fachgymnasium“ (EB-VO-GOF) 1997). Mit der Schaffung des Seminarfachs ist diese dann in dessen Bereich übergegangen.

### Bewertung
Wie in anderen Fächern auch erfolgt die Bewertung auf der Grundlage von schriftlichen Arbeiten und der Mitarbeit im Unterricht. Dabei ist jedoch zu beachten, dass im Seminarfach keine Klausuren geschrieben werden. In einem Schulhalbjahr wird eine Facharbeit geschrieben, in den übrigen Schulhalbjahren treten an die Stelle von Klausuren gleichwertige Feststellungen von Schülerleistungen (schriftliche Hausarbeiten, Projekte, Referate, mündliche und schriftliche Prüfungen oder andere Präsentationen). Deren Bewertung geht mit 50 % in die Gesamtbewertung des Halbjahres ein.
Bei der Einbringung der Punkte in die Gesamtqualifikation (für das Abitur) gilt, dass zunächst das Halbjahr mit der Facharbeit und ein daran angrenzendes Halbjahr gewählt werden muss.